# Дзегви
Дзегви (груз. ძეგვი) — село в Грузии, на территории Мцхетского муниципалитета края (мхаре) Мцхета-Мтианети.

## География
Село находится в центральной части Грузии, на правом берегу реки Куры, на расстоянии приблизительно 6 километров (по прямой) к западу от города Мцхета, административного центра края и муниципалитета. Абсолютная высота — 503 метра над уровнем моря.

## Население
По результатам официальной переписи населения 2014 года в Дзегви проживало 2840 человек (1384 мужчины и 1456 женщин). В национальной структуре населения грузины составляли 99,4 %, армяне — 0,4 %.
| Год  | Население, человек |
| ---- | ------------------ |
| 2002 | 2911               |
| 2014 | ↘ 2840             |